# Gare de Saint-Genouph
Gare de Saint-Genouph vasútállomás Franciaországban, Saint-Genouph településen.

## Vasútvonalak
Az állomást az alábbi vasútvonalak érintik:
- Tours–Saint-Nazaire-vasútvonal

## Kapcsolódó állomások
A vasútállomáshoz az alábbi állomások vannak a legközelebb:
- Gare de Savonnières (Gare de Saint-Nazaire, Tours–Saint-Nazaire-vasútvonal)
- Gare de Tours (Gare de Tours, Tours–Saint-Nazaire-vasútvonal)
- Gare de Saint-Pierre-des-Corps